# Dystinct
Dystinct, pseudonimo di Iliass Mansouri (in arabo الياس المنصوري‎?; Mortsel, 9 settembre 1998), è un cantautore belga con cittadinanza marocchina.

## Biografia
Iliass Mansouri cresce ad Anversa, entrando in contatto fin dall'infanzia con la musica araba. Parla olandese, francese, inglese, spagnolo e dārija. I suoi primi singoli, pubblicati nel 2017, sono in lingua olandese, ma in seguito inizia ad utilizzare il dārija nelle sue canzoni.
Il suo primo album in studio, dal titolo Mon voyage, esce il 9 luglio 2021, e comprende collaborazioni con artisti di varie nazionalità come 3robi, Ahmed Chawki, Tawsen, Chivv e Ardian Bujupi. Il successo internazionale, tuttavia, avviene nel 2022, grazie alla canzone Ghazali realizzata con il rapper Bryan Mg: tale brano viene suonato in occasione di ogni vittoria della nazionale marocchina al Campionato mondiale di calcio 2022, concluso al quarto posto. Pubblica il secondo album, Layali, l'8 giugno 2023. Il progetto vede la partecipazione di svariati artisti, tra cui B Young, MHD, Moha K, Hatim Ammor, Naza, Kouz1, Ricky Rich, Dafina Zeqiri, Makar, Franglish e Jonna Fraser.

## Discografia

### Album in studio
- 2021 – Mon voyage
- 2023 – Layali
- 2025 – Bababa World